# تپه هزارخانی
تپه هزارخانی مربوط به سده‌های میانه دوران‌های تاریخی پس از اسلام است و در شهرستان سنقر، بخش مرکزی، روستای هزارخانی سفلی واقع شده و این اثر در تاریخ ۱۱ مرداد ۱۳۸۴ با شمارهٔ ثبت ۱۲۵۰۰ به‌عنوان یکی از آثار ملی ایران به ثبت رسیده است.